# Statale 45 - Io, Giorgio Caproni
Statale 45 - Io, Giorgio Caproni è un film di Fabrizio Lo Presti sulla vita del poeta Giorgio Caproni.

## Produzione
Il documentario è stato girato a Genova e in Val Trebbia.

## Distribuzione
Fu proiettato in sala cinematografica nel gennaio 2012 in occasione del centenario della nascita di Giorgio Caproni.